# Liste der Präsidenten des Oberösterreichischen Landtags
Die Liste der Landtagspräsidenten des Oberösterreichischen Landtags listet alle Landtagspräsidenten des Oberösterreichischen Landtags ab 1861 auf. Nach § 4 der Landesordnung standen dem Landtag zunächst die vom Kaiser ernannten Landeshauptmänner vor. Diese Tradition setzte sich auch von 1918 bis 1934 fort. Nach der Schaffung des Ständelandtags 1934 wurde mit dieser Tradition gebrochen und für den Vorsitz im Landtag das Amt des Landtagspräsidenten eingeführt. Peter Mandorfer wurde zum Präsidenten, Matthias Dallinger und Rudolf Freyer zu seinen Vizepräsidenten gewählt. Nachdem Mandorf 1936 zum Bundesminister für Land- und Forstwirtschaft ernannt worden war, führte Vizepräsident Feyer den Vorsitz im Landtag.
Bei der konstituierenden Landtagssitzung am 13. Dezember 1945 führte Landeshauptmann Heinrich Gleißner den Vorsitz im Landtag. Als Stellvertreter fungierten die Abgeordneten Peter Mandorfer (ÖVP) und Franz Plasser (SPÖ). Ab der folgenden Sitzung scheint Peter Mandorfer in den Sitzungsprotokollen der XVI. Gesetzgebungsperiode als Vorsitzender auf, ab dem 14. Oktober 1947 führte er die Sitzungen als Erster Präsident. Das Amt des Dritten Präsidenten des Landtags wurde 1954 eingeführt.

## Vorsitzende des Oberösterreichischen Landtags bis 1945
- Dominik Lepschy (1861–1868)
- Moritz Eugen (1868–1884)
- Julius Graf von Falkenhayn (1871)
- Leonhard Achleuthner (1884–1897)
- Michael von Kast (1897–1898)
- Alfred Ebenhoch (1898–1907)
- Johann Nepomuk Hauser (1908–1927)
- Josef Schlegel (1927–1934)
- Peter Mandorfer (1934–1938)

## Landtagspräsidenten ab 1945

### Erste Präsidenten
| Name                 | Partei | Dauer     |
| -------------------- | ------ | --------- |
| Peter Mandorfer      | ÖVP    | 1945–1952 |
| Matthias Hödlmoser   | ÖVP    | 1952–1967 |
| Rupert Hartl         | SPÖ    | 1967–1969 |
| Josef Schweighofer   | SPÖ    | 1969–1973 |
| Lelio Spannocchi     | ÖVP    | 1973–1979 |
| Johanna Preinstorfer | ÖVP    | 1979–1991 |
| Angela Orthner       | ÖVP    | 1991–2009 |
| Friedrich Bernhofer  | ÖVP    | 2009–2013 |
| Viktor Sigl          | ÖVP    | 2013–2020 |
| Wolfgang Stanek      | ÖVP    | 2020–2021 |
| Max Hiegelsberger    | ÖVP    | 2021–     |

### Zweite Präsidenten
| Name                  | Partei | Dauer     |
| --------------------- | ------ | --------- |
| Franz Plasser         | SPÖ    | 1945–1949 |
| Fridolin Schröpfer    | SPÖ    | 1949–1952 |
| Franz Harringer       | SPÖ    | 1952–1961 |
| Ladislaus Hartl       | SPÖ    | 1961–1967 |
| Alois Bachinger       | FPÖ    | 1967–1973 |
| Leo Habringer         | SPÖ    | 1973–1982 |
| Ferdinand Reisinger   | SPÖ    | 1982–1991 |
| Barbara Prammer       | SPÖ    | 1991–1995 |
| Udo Block             | SPÖ    | 1995–1997 |
| Gerda Weichsler-Hauer | SPÖ    | 1997–2015 |
| Adalbert Cramer       | FPÖ    | 2015–2021 |
| Sabine Binder         | FPÖ    | 2021–     |

### Dritte Präsidenten
| Name                  | Partei | Dauer     |
| --------------------- | ------ | --------- |
| Alois Bachinger       | VdU    | 1954–1955 |
| Jakob Mayr            | ÖVP    | 1955–1961 |
| Eduard Rauch          | ÖVP    | 1961–1967 |
| Hans Rödhammer        | ÖVP    | 1967–1973 |
| Alois Bachinger       | FPÖ    | 1973–1985 |
| Rudolf Trauner        | ÖVP    | 1985–1991 |
| Manfred Bodingbauer   | FPÖ    | 1991–2003 |
| Doris Eisenriegler    | Grüne  | 2003–2009 |
| Adalbert Cramer       | FPÖ    | 2009–2015 |
| Gerda Weichsler-Hauer | SPÖ    | 2015–2021 |
| Peter Binder          | SPÖ    | 2021–     |